# Phytomyza ilicicola
Phytomyza ilicicola este o specie de muște din genul Phytomyza, familia Agromyzidae, descrisă de Friedrich Hermann Loew în anul 1872. Conform Catalogue of Life specia Phytomyza ilicicola nu are subspecii cunoscute.